# Cyprien Sarrazin
Cyprien Sarrazin (ur. 13 października 1994 w Gap) – francuski narciarz alpejski.

## Kariera
Po raz pierwszy na arenie międzynarodowej Cyprien Sarrazin pojawił się 15 grudnia 2009 roku w Meribel, gdzie w zawodach juniorskich w slalomie nie ukończył pierwszego przejazdu. W 2012 roku wystartował na mistrzostwach świata juniorów w Roccaraso, zajmując między innymi 22. miejsce w slalomie i 36. miejsce w gigancie. Jeszcze dwukrotnie startował na imprezach tego cyklu, najlepszy wynik osiągając podczas mistrzostw świata juniorów w Hafjell w 2015 roku, gdzie był dziewiętnasty w zjeździe.
W zawodach Pucharu Świata zadebiutował 19 lutego 2016 roku w Chamonix, gdzie zajął 29. miejsce w kombinacji. Tym samym już w swoim debiucie zdobył pierwsze pucharowe punkty. Równo dziesięć miesięcy później, 19 grudnia 2016 roku w  Alta Badia po raz pierwszy stanął na podium zawodów PŚ, wygrywając giganta równoległego. W zawodach tych pokonał Carlo Jankę ze Szwajcarii oraz Norwega Kjetila Jansruda. W sezonie 2023/2024 zajął piąte miejsce w klasyfikacji generalnej, a w klasyfikacji zjazdu był drugi.
W 2022 roku wziął udział w igrzyskach olimpijskich w Pekinie, gdzie nie ukończył pierwszego przejazdu w gigancie.

## Osiągnięcia

### Igrzyska olimpijskie
| Miejsce | Dzień     | Rok  | Miejscowość | Konkurencja | Czas biegu | Strata | Zwycięzca      |
| ------- | --------- | ---- | ----------- | ----------- | ---------- | ------ | -------------- |
| DNF1    | 13 lutego | 2022 | Pekin       | Gigant      | 2:09,35    | -      | Marco Odermatt |

### Mistrzostwa świata juniorów
| Miejsce | Dzień     | Rok  | Miejscowość | Konkurencja | Czas biegu | Strata | Zwycięzca               |
| ------- | --------- | ---- | ----------- | ----------- | ---------- | ------ | ----------------------- |
| DNF     | 2 marca   | 2012 | Roccaraso   | Zjazd       | 1:11,99    | -      | Ryan Cochran-Siegle     |
| DNF     | 3 marca   | 2012 | Roccaraso   | Supergigant | 1:02,73    | -      | Ralph Weber             |
| 36.     | 7 marca   | 2012 | Roccaraso   | Gigant      | 2:39,50    | +7,47  | Henrik Kristoffersen    |
| 22.     | 9 marca   | 2012 | Roccaraso   | Slalom      | 1:38,44    | +5,69  | Santeri Paloniemi       |
| 27.     | 22 lutego | 2013 | Québec      | Zjazd       | 1:30,95    | +3,17  | Nils Mani               |
| 27.     | 24 lutego | 2013 | Québec      | Supergigant | 58,49      | +1,74  | Thomas Mayrpeter        |
| 31.     | 25 lutego | 2013 | Québec      | Gigant      | 2:20,75    | +4,86  | Aleksander Aamodt Kilde |
| DNF1    | 26 lutego | 2013 | Québec      | Slalom      | 1:59,40    | -      | Manuel Feller           |
| DNF1    | 8 marca   | 2015 | Hafjell     | Gigant      | 2:23,37    | -      | Henrik Kristoffersen    |
| DNF1    | 9 marca   | 2015 | Hafjell     | Slalom      | 1:37,55    | -      | Henrik Kristoffersen    |
| DNF1    | 11 marca  | 2015 | Hafjell     | Kombinacja  | 1:58,25    | -      | Loïc Meillard           |
| 34.     | 11 marca  | 2015 | Hafjell     | Supergigant | 1:15,87    | +2,13  | Miha Hrobat             |
| 19.     | 13 marca  | 2015 | Hafjell     | Zjazd       | 1:29,62    | +1,85  | Henri Battilani         |

### Puchar Świata

#### Miejsca w klasyfikacji generalnej
- sezon 2015/2016: 157.
- sezon 2016/2017: 51.
- sezon 2018/2019: -
- sezon 2019/2020: 64.
- sezon 2020/2021: 118.
- sezon 2021/2022: 92.
- sezon 2022/2023: 53.
- sezon 2023/2024: 5.
- sezon 2024/2025:

#### Miejsca na podium w zawodach
1. Alta Badia – 19 grudnia 2016 (gigant równoległy) – 1. miejsce
2. Alta Badia – 22 grudnia 2019 (gigant) – 2. miejsce
3. Bormio – 28 grudnia 2023 (zjazd) – 1. miejsce
4. Wengen – 11 stycznia 2024 (zjazd) – 2. miejsce
5. Wengen – 12 stycznia 2024 (supergigant) – 1. miejsce
6. Wengen – 13 stycznia 2024 (zjazd) – 2. miejsce
7. Kitzbühel – 19 stycznia 2024 (zjazd) – 1. miejsce
8. Kitzbühel – 20 stycznia 2024 (zjazd) – 1. miejsce
9. Beaver Creek – 7 grudnia 2024 (supergigant) – 2. miejsce